# حشره‌خوار روزولت
 حشره‌خوار روزولت (نام علمی: Crocidura roosevelti) نام یک گونه از سرده حشره‌خوارهای دندان‌سفید است.